# Dialectes tats
Ne doit pas être confondu avec tat.
Les dialectes tats (ou tati, tâti) sont un ensemble de parlers iraniens parlés dans le Nord-Ouest de l'Iran. Ils se rattachent au groupe des langues iraniennes du Nord-Ouest.

## Répartition géographique
Les dialectes tats sont disséminés dans les régions de langue azérie de l'Iran. Ils ne sont pas le produit d'une immigration d'Iraniens mais bien la survivance d'une ancienne langue iranienne parlée dans ces régions, l'ancien azéri.
Ces dialectes ne doivent pas être confondus avec le tat, aussi appelé tati, parlé dans le Caucase par les Tats. Le terme « tat » est le nom donné par les Azéris aux populations iranophones, avec lesquelles ils vivent en contact. Lecocq et d'autres chercheurs préfèrent le nom d'âzari à celui de dialecte tats.

## Classification externe
Les dialectes tats font partie du groupe des langues iraniennes du Nord-Ouest.

## Classification interne des dialectes tats
E. Yarshater range les dialectes tats en cinq ensembles:
- Les dialectes tati du Sud, parlés au Sud-Ouest de Qazvin et à Eshtehard. Leurs noms sont tirés de ceux des villages où l'on trouve ces parlers. Ce sont le chali, le takestani, l'eshtehardi, le khiajari, l'ebrahim-abadi, le sagz-abadi, le danesfani, l'esfarvarini, le khoznini.
- Le dialecte de Kho’in et des villages environnants.
- Les dialectes de Khalkhâl et Târom.
- Les dialectes d'Harzand et de Dizmâr.
- Les dialectes parlés à l'Est et au Nord-Est de Qazvin, à Kuhpayeh, Rudbâr, et Alamut.

## Sources
- (fr) Lecoq, Pierre, Le classement des langues irano-aryennes occidentales in Études irano-aryennes offertes à Gilbert Lazard, Studia Iranica, Cahier 7, p.247-264, Paris, Association pour l'avancement des études iraniennes, 1989.
- (en) Yar-Shater, Ehsan, A Grammar of Southern Tati Dialects, La Haye, Mouton, 1969.